# Pavel Kelemen
Pavel Kelemen (* 28. Mai 1991 in Domažlice) ist  ein ehemaliger tschechischer Radsportler.

## Sportliche Laufbahn
2011 wurde Pavel Kelemen tschechischer Vizemeister im Teamsprint, gemeinsam mit Denis Špička und Martin Feiferlik. Im selben Jahr belegte er im Teamsprint bei den Bahn-Europameisterschaften in Apeldoorn gemeinsam mit Špička und Filip Ditzel Rang acht. 2012 wurde Kelemen von seinem Verband für die Olympischen Spiele in London für den Sprintwettbewerb nominiert und belegte Rang zehn. Im Jahr darauf wurde er zweifacher Europameister (U23) in Sprint und Keirin sowie Vize-Europameister im Teamsprint, gemeinsam mit Robin Wagner und Jacub Vyvoda.
2015 wurde Kelemen Europameister im Keirin. Bei den Olympischen Spielen 2016 in Rio de Janeiro belegte er im Sprint Platz 17 und im Keirin Platz 21. Im Jahr 2018 wurde er zweifacher tschechischer Meister im Sprint und Keirin, im Jahr darauf erneut nationaler Meister im Sprint.
Im Frühjahr 2020 verließ Pavel Kelemen seinen bisherigen Verein Dukla Brno und wechselte zu Dukla Prag, um sich künftig auf Ausdauerdisziplinen zu konzentrieren, insbesondere das Omnium. 2021 wurde er tschechischer Meister in der Mannschaftsverfolgung. Ab 2022 bestritt er vorrangig Straßenrennen. 2023 siegte er im Eintagesrennen Velká Bíteš–Brno–Velká Bíteš. Zum Ende der Saison beendete er seine Radsportlaufbahn.

## Erfolge
2013
- U23-Europameisterschaft – Sprint, Keirin
- U23-Europameisterschaft – Teamsprint (mit Robin Wagner und Jakub Vyvoda)

2014
- Tschechischer Meister – Sprint

2015
- Europameister – Keirin
- Tschechischer Meister – Sprint

2018
- Tschechischer Meister – Sprint, Keirin

2019
- Tschechischer Meister – Sprint

2021
- Tschechischer Meister – Mannschaftsverfolgung (mit Jan Kraus, Nicolas Pietrula und Jan Voneš)